# 佛波酯
佛波酯（phorbol esters）是一类能促進腫瘤生長的有机化合物，有時會被使用在生物學實驗當中，作為二酰甘油的类似物，激活蛋白激酶C（protein kinase c）。由于佛波酯很难被代谢掉，因此这种激活作用是持续性的，将最终导致细胞的癌变。
佛波醇-12-十四烷酰-13-乙酸酯（phorbol myristoyl acetate；PMA）是其中較常見的一種。